# Pilares de Ashoka

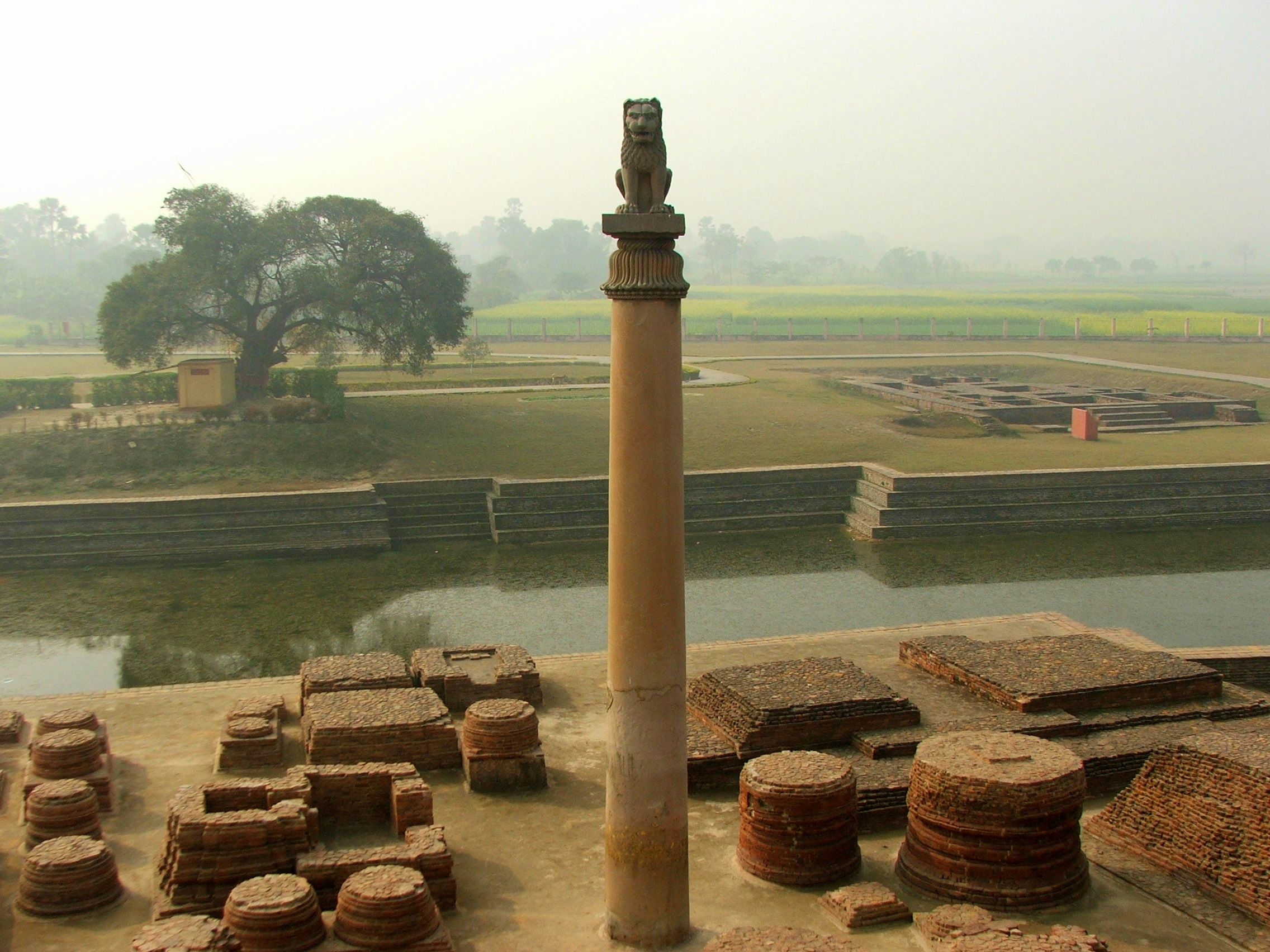
Vista del pilar en Vaishali, que no posee un edicto de Ashoka.

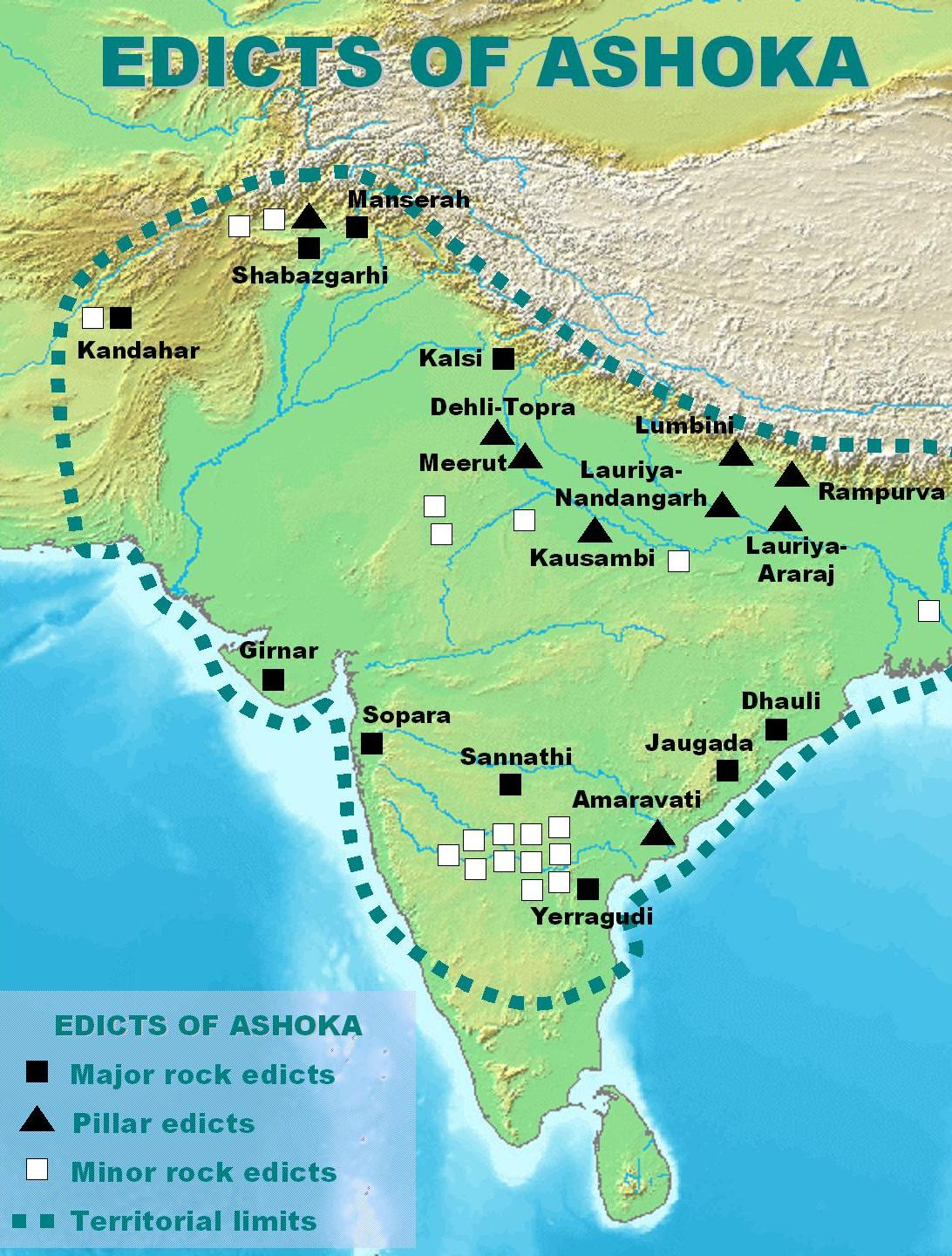
Distribución de los edictos de Ashoka.

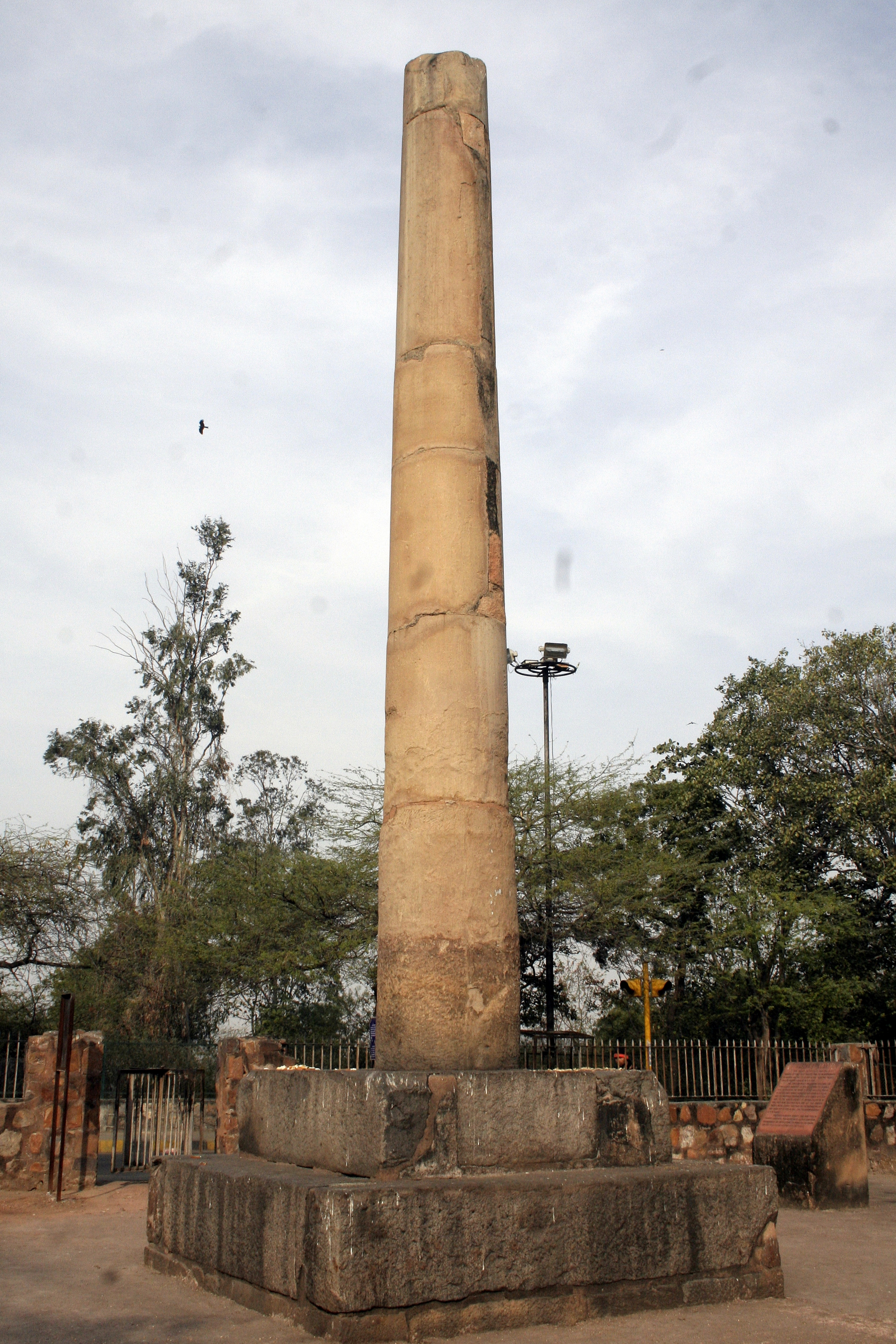
Uno de los pilares trasladado a Feroz Shah Kotla (en Delhi).

Los pilares de Ashoka son una serie de columnas dispersas en todo el norte del subcontinente indio, erigidas ―o al menos inscritas con edictos― por orden del rey Ashoka (de la Dinastía mauria) durante su reinado en el siglo III a. C. En un principio, tiene que haber habido muchísimos pilares, pero solo diecinueve sobrevivieron con inscripciones, y solo seis tienen capiteles de la figura de algún animal, que fueron objetivo de los iconoclastas musulmanes. Muchos se conservan en un estado fragmentario.
Los pilares de piedra tenían un promedio de entre 12 y 15 m de altura y un peso de hasta 50 toneladas cada uno. En algunas ocasiones los pilares fueron arrastrados a veces cientos de kilómetros, hasta donde fueron erigidos.

## Resumen
Todas las columnas se instalaron en monasterios budistas, en muchos sitios importantes de la vida de Buda y en lugares de peregrinación. Algunas de las columnas llevan inscripciones dirigidas a los monjes y monjas.
Algunos fueron erigidos para conmemorar visitas de Ashoka. La idea tradicional de que todos los pilares se extraían originalmente en Chunar ―al sur de Benarés― y eran trasladados a sus sitios, antes o después de la talla, «ya no se puede afirmar con confianza».
En cambio parece que las columnas fueron esculpidas en dos tipos de roca:
- piedra arenisca dura de grano fino y de color beige generalmente con pequeñas manchas negras, que se extraía en Chunar;
- piedra arenisca manchada de rojo y blanco de la región de Mathura.

La uniformidad de estilo en los capiteles de los pilares sugiere que todos ellos fueron esculpidos por artesanos de la misma región. Parece, pues, que la piedra fue transportada desde Mathura y desde Chunar hasta los diferentes sitios donde se han encontrado los pilares, y allí fueron cortados y tallados por artesanos.
Los pilares tienen cuatro partes componentes en dos piezas: las tres secciones de los capiteles están hechas en una sola pieza, a menudo de una piedra diferente a la del eje monolítico al que están unidos mediante una espiga grande de metal. Los ejes son siempre lisos y suaves, con sección transversal circular, estrechándose ligeramente hacia arriba, y siempre cincelado a partir de una sola pieza de piedra. Las partes inferiores de los capiteles tienen la forma y el aspecto de una campana suavemente arqueada formada de pétalos de loto. Los ábacos son de dos tipos: cuadrados y lisos, y circulares y decorados y con diferentes proporciones. Los animales que coronan las columnas son obras maestras del arte mauria, se muestran siempre sentados o de pie,  y cincelados como una sola pieza con el ábaco.
Es de suponer que todos o la mayoría de los pilares que ahora carecen de capiteles y animales, alguna vez los tuvieron.
Las seis esculturas de animales que sobreviven forman «el primer grupo importante de la escultura de piedra india», aunque se cree que provienen de una tradición de columnas de madera coronadas por esculturas de animales en cobre, ninguna de las cuales ha sobrevivido. También es posible que algunos de los pilares de piedra sean anteriores al reinado de Ashoka. Ha habido mucha discusión sobre el alcance de la influencia de la Persia aqueménida, donde son similares los capiteles de las columnas que soportan los techos en Persépolis, y en especial el «estilo hierático bastante frío» del capitel de león de Ashoka (en la ciudad de Sarnath) muestra una «obvia influencia aqueménida y sargónida».
Cinco de los pilares de Ashoka, en Vaishali, Lauriya-Areraj, Lauria Nandangarh y dos en Rampurva, posiblemente marcaron el curso del antiguo camino real desde Pataliputra hasta el valle de Nepal. Varios pilares fueron reubicados por posteriores gobernantes del Imperio mogol, habiéndoles destruido los capiteles con animales.

## Lista de pilares de Ashoka
Dos peregrinos chinos medievales registraron la ubicación de varias columnas que ahora han desaparecido: Fa Xian registra seis y Hsuan Tsang quince, de las cuales solo cinco como máximo se pueden identificar con columnas supervivientes. Los principales supervivientes ―enumerados con sus esculturas de animales y con los edictos inscritos― son los siguientes:
- Sarnath, cerca de Benarés (estado de Uttar Pradesh); cuatro leones, inscripción en el pilar, Edicto sobre el cisma.
- Sanchi, cerca de Bhopal (estado de Madhya Pradesh); cuatro leones, Edicto sobre el cisma.
- Rampurva, en Champarán (estado de Bijar); dos columnas:
  - toro, edictos I, II, III, IV, V, VI
  - solo león, sin edictos;
- Vaishali (estado de Bijar) solo león, sin inscripción;
- Sankissa (estado de Uttar Pradesh); capitel con elefante solo
- Lauriya-Nandangarth, en Champarán (estado de Bijar); solo león, edictos I, II, III, IV, V, VI.
- Kandahar, Afganistán (fragmentos del edicto VII).
- Ranigat, en Jaiber Pajtunjuá (Pakistán)
- Delhi-Meerut (Delhi Ridge); edictos I, II, III, IV, V, VI; en 1356 fueron trasladados desde Meerut hasta Delhi por Firuz Shah Tughluq
- Delhi-Topra, en Feroz Shah Kotla; edictos I, II, III, IV, V, VI, VII; en el siglo XIV fueron trasladados desde Topra hasta Delhi por Firuz Shah Tughluq
- Lauriya-Araraj, en Champarán (estado de Bijar); edictos I, II, III, IV, V, VI.
- Prayagraj (estado de Uttar Pradesh); originalmente se encontraba en Kausambi y posiblemente fue trasladada a Prayagraj por el emperador Yajanguir; edictos I a VI, edicto de la reina, y edicto del cisma).
- Amaravati (estado de Andhra Pradesh).

## Inscripciones en pilares menores
Contienen inscripciones que registran a quién fueron dedicados.
- Lumbini (Rummindei), en el distrito Rupandehi (Nepal); ha desaparecido el capitel original con un caballo, mencionado por el peregrino chino Hsuan Tsang, y la parte superior de la columna se rompió al ser golpeada por un rayo.
- Nigali-Sagar (o Nigliva), cerca de Lumbini, en el distrito Rupandehi (Nepal); originalmente se encontraba cerca de la estupa Konakarnana de Buda.

## Descripción de los pilares

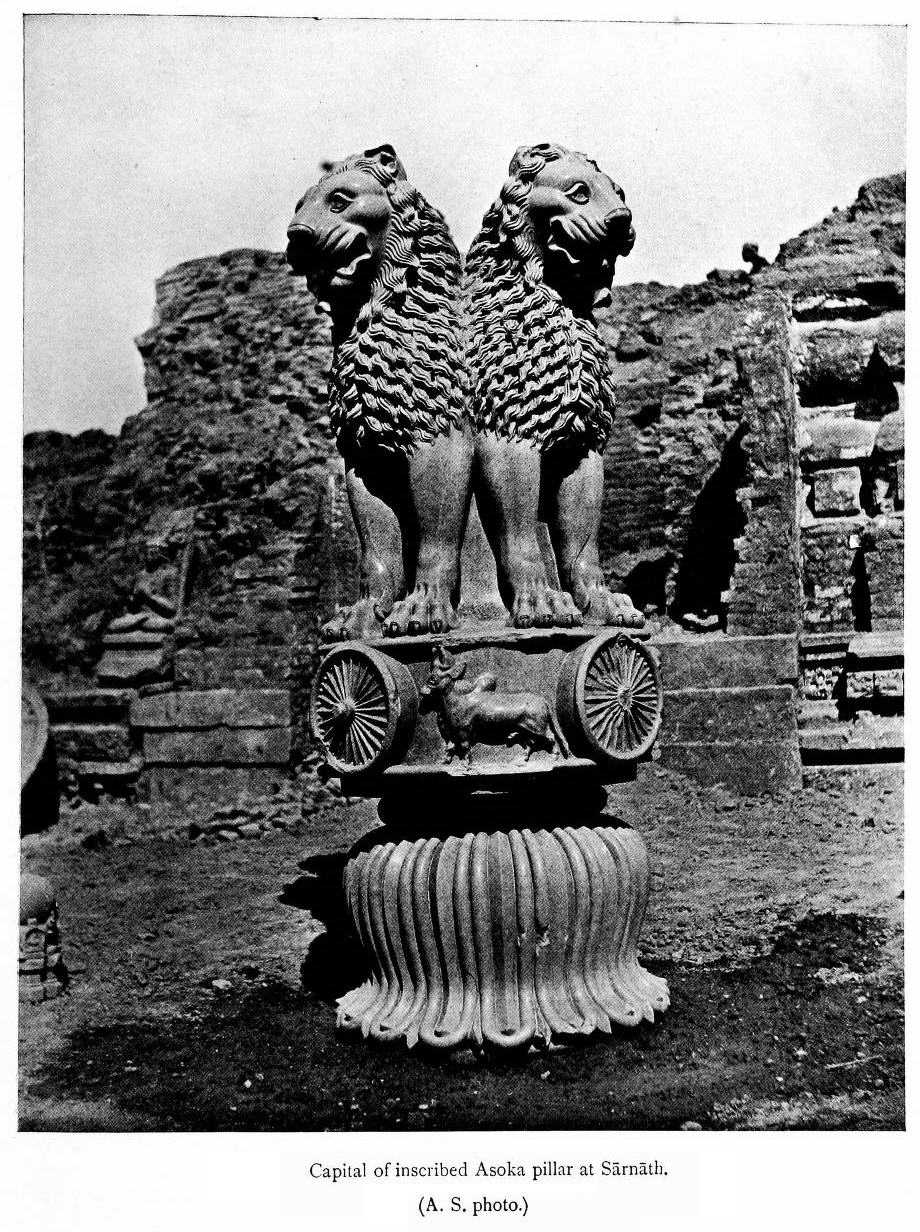
Los leones de Ashoka en Sarnath (estado de Uttar Pradesh).

### Pilares que conservan sus animales
El capitel más célebre es el de los cuatro leones, que se encuentra en Sarnath (Uttar Pradesh). Fue erigido por el emperador Ashoka alrededor del año 250 a. C. También es llamado la Columna Asoka. Los cuatro leones están sentados espalda contra espalda. En la actualidad, la columna se mantiene en el mismo lugar, mientras que la capitel de los leones se encuentra en el Museo de Sarnath. Este capitel de leones de Ashoka en Sarnath ha sido adoptado como el emblema nacional de la India, y la rueda Chakra Ashoka de su base se colocó en el centro de la bandera de la India.
Posiblemente los leones eran la base de una rueda Dharma Chakra con 24 radios, como se conserva en la réplica del siglo XIII construida en Wat U Mong ―cerca de Chiang Mai (Tailandia)― por un rey tailandés.
El pilar de Sanchi también cuenta con un capitel similar de cuatro leones pero está dañado. En Rampurva hay dos pilares, uno con un toro y el otro con un león. Sankissa tiene solo un capitel de elefante (dañado), en general no pulido, aunque el ábaco está pulido, al menos en parte. El pilar que sostenía este capitel nunca se encontró, y quizá nunca se erigió en el lugar.

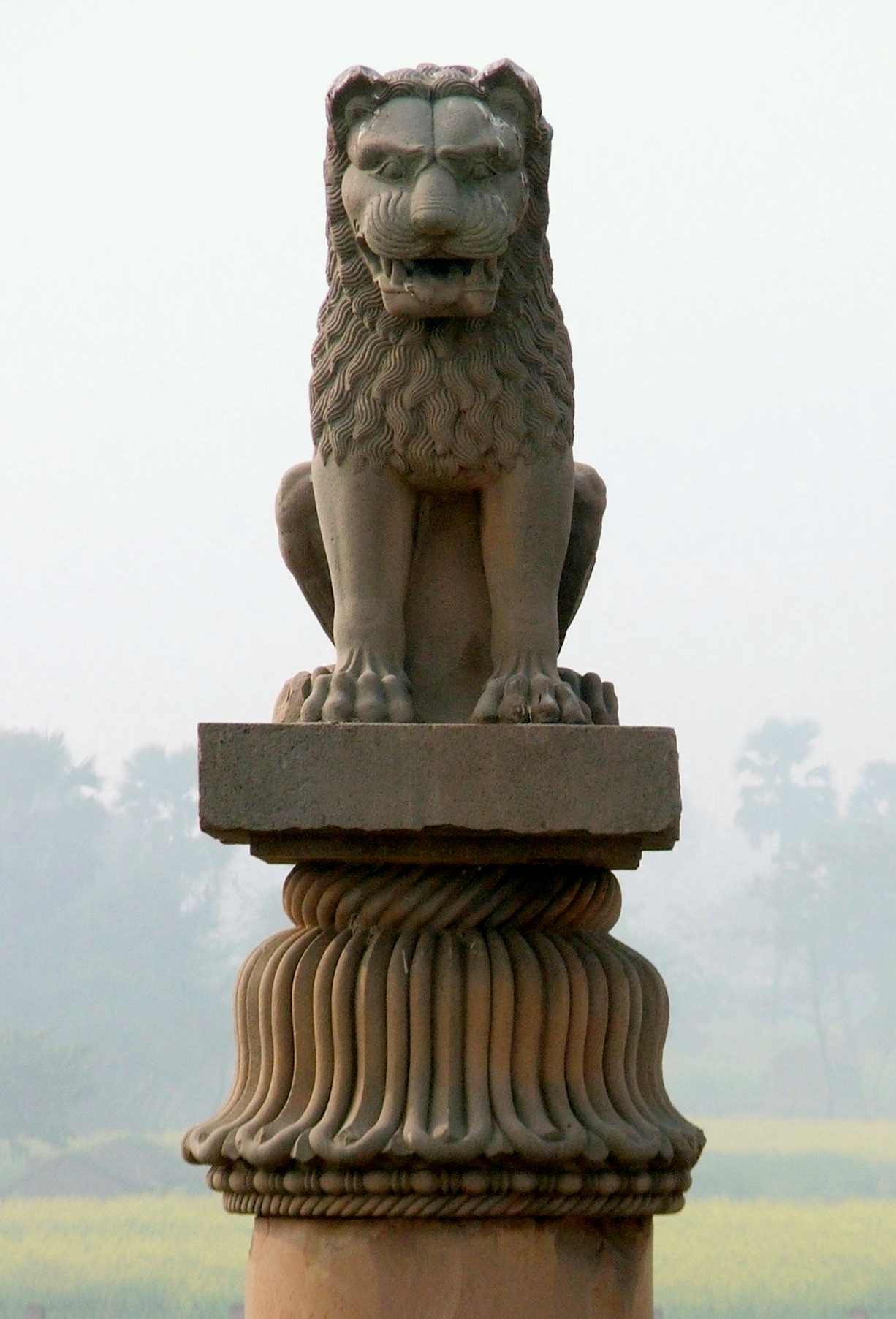
Vista frontal del capitel con león solo en Vaishali.

El pilar de Vaishali tiene un capitel con un león solo.
Este pilar se encuentra contiguo al sitio donde estaban un monasterio budista y un tanque sagrado de coronación. Todavía se están llevando a cabo excavaciones, y se han descubierto varios estupas que sugieren un antiguo campus de estudio cercano al monasterio. El león mira hacia el norte, que es la dirección que Buda tomó en su último viaje.
En 1969, la identificación del sitio donde se excavó se vio favorecida por el hecho de que este pilar todavía sobresalía del suelo. Existen más pilares de este tipo en el área, pero todos están desprovistos del capitel.

### Pilar en Prayagraj
En Prayagraj existe una columna con inscripciones de Ashoka e inscripciones posteriores, atribuidas a Samudragupta y a Yajanguir. De la inscripción se deduce que el pilar se construyó por primera vez en Kaushambi, una localidad a unos 30 kilómetros al oeste de Prayagraj, que fue la capital del reino Koshala, y se trasladó a Prayagraj, presumiblemente bajo el dominio musulmán.
El pilar está ahora situado dentro de la fortaleza de Prayagraj, también el palacio real, construido durante el siglo XVI por el emperador mogol Akbar en la confluencia de los ríos Ganges y Yamuna. Como el ejército de la India ocupa la fortaleza, esta se encuentra cerrada al público, por lo que se requiere de autorización especial para ver la columna. La inscripción de Ashoka está en letra brahmi y se fecha en torno al 232 a. C. Una inscripción posterior, que se atribuye Samudragupta (el segundo rey del Imperio gupta), se encuentra en la escritura gupta que es una versión posterior y más refinada de la escritura brahmi, y está fechada en torno al 375 d. C. Esta inscripción indica el alcance del imperio que Samudragupta construyó durante su largo reinado. En ese momento ya había sido rey durante cuarenta años, y gobernaría durante otros cinco. Después se encuentra otra inscripción en persa, del emperador mogol Yajanguir. El fuerte Akbar también alberga el Akshay Vat, una higuera de la India de gran antigüedad. La tradición dice que esta es la higuera que menciona el Ramaiana (texto épicorreligioso del siglo II a. C.), bajo cuya sombra rezó el rey Rama cuando estaba en el exilio.

### Pilares en Lauriya-Areraj y Lauriya-Nandangarh
La columna en Lauriya-Nandangarh, a 23 km de Bettiah, en el distrito de Champaran Occidental (estado de Bijar) tiene un capitel con un único león. La joroba y las patas traseras del león se proyectan más allá del ábaco.
El pilar en Lauriya-Areraj, en distrito de Purba Champaran (estado de Bijar) actualmente carece de capitel.

## Erección de los pilares
Los pilares de Ashoka pueden haber sido erigido con los mismos métodos que se utilizaron para construir los antiguos obeliscos. Roger Hopkins y Mark Lehrner realizaron varios experimentos para erigir obeliscos, incluidas dos pruebas para erigir obeliscos más pequeños y dos pruebas fallidas para erigir un obelisco de 25 toneladas. Finalmente, en 1999 lograron erigir un obelisco de 25 toneladas.

## Idiomas y tipo de escritura
Inscripción en letra brahmi en un fragmento del sexto pilar de Ashoka.
Alexander Cunningham, uno de los primeros estudiosos que estudiaron las inscripciones de los pilares, señaló que estas se encuentran escritas en el idioma prácrito del este, el centro y el oeste de la India, que él llama «el dialecto panyabí (o noroccidental), el dialecto uyyani (o medio), y el dialecto magadhi (o del este)».
Están escritas en letra brahmi.

## Redescubrimientos

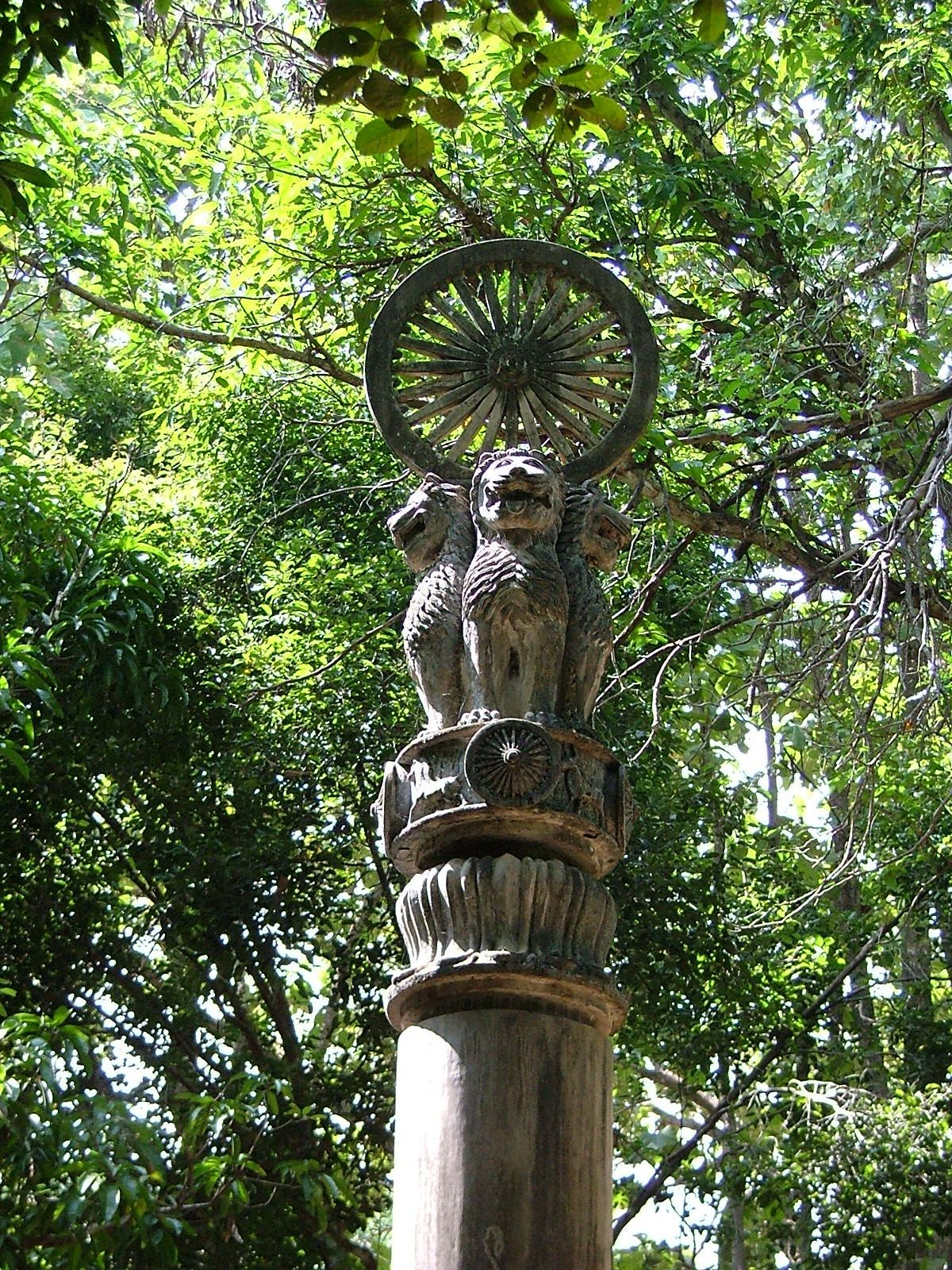
Réplica del pilar de Ashoka en Wat U Mong, cerca de Chiang Mai (Tailandia), construido por el rey Mangrai en el siglo XIII.

Varios pilares cayeron bien por causas naturales, o por acción de iconoclastas musulmanes, y se redescubrieron gradualmente. Uno de ellos fue notado en el siglo XVI por el viajero británico Thomas Coryat en las ruinas de la vieja Delhi. Inicialmente se supuso que ―a partir de la manera en que brillaba― que estaba hecho de bronce, pero un examen más minucioso dio cuenta de que estaba construido en piedra arenisca pulida con una escritura vertical que se asemejaba a alguna forma de griego. En los años 1830, James Prinsep comenzó a descifrarlos, con la ayuda del capitán Edward Smith y de George Turnour. Determinaron que la escritura hacía referencia a un rey Piyadasi ―que se sabía que era también el epíteto de un gobernante indio conocido como Ashoka, que había llegado al trono 218 años después de que Buda alcanzó la iluminación. Desde entonces, los estudiosos encontraron 150 de las inscripciones de Ashoka, talladas en la cara de las rocas o en pilares de piedra, que marcaban un dominio que se extendía por todo el norte de la India y al sur más allá de la meseta central del Deccan. Estos pilares fueron colocados en sitios estratégicos cerca de las ciudades fronterizas y de las rutas comerciales.
El pilar de Sanchi se encontró en 1851 en excavaciones lideradas por Sir Alexander Cunningham, primer jefe del Servicio Arqueológico de la India. No quedaban rastros sobre el terreno del pilar de Sarnath, mencionado en relatos de peregrinos chinos medievales, cuando se permitió a F. O. Oertel, ingeniero funcionario, sin ninguna experiencia real en arqueología, excavar allí en el invierno de 1904-1905. Primero descubrió los restos de un santuario gupta al oeste de la estupa budista principal, por encima de una estructura ashoka. Al oeste de este sitio encontró la parte inferior del pilar, erguido pero roto cerca del nivel del suelo. La mayor parte del resto del pilar se encontró en tres secciones cerca, y luego, cuando se excavó el capitel de Sanchi en 1851, la búsqueda de algo equivalente continuó, y el capitel del león de Asoka, el más famoso del grupo, se encontró muy cerca. Era de ejecución más refinada y en mucho mejor condición que el de Sanchi. El pilar parece haber sido deliberadamente destruido en algún momento. Se reconoció que los hallazgos eran tan importantes que el primer museo sobre el terreno en India (y uno de los pocos que entonces había en el mundo) fue creado para albergarlos.

## Antecedentes de la construcción

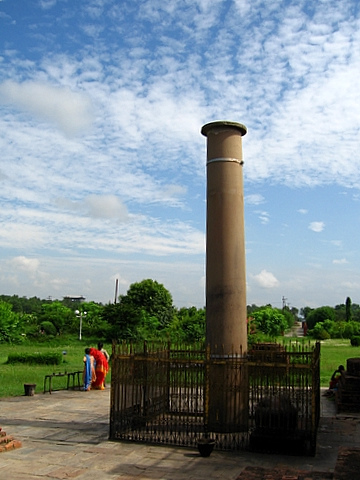
El pilar «menor» de Ashoka en Lumbini.

Ashoka ascendió al trono en el año 269 a. C. heredando el imperio fundado por su abuelo Chandragupta Mauria. En el comienzo de su reinado, Ashoka fue considerado un tirano. Ocho años después de su acceso hizo una campaña en Kalinga donde en sus propias palabras «ciento cincuenta mil personas fueron deportadas, cien mil fueron asesinados y otros tantos perecieron». Después de este acontecimiento, Ashoka se convirtió al budismo por el remordimiento que sentía ante la pérdida de tanta vida humana. El budismo no se convirtió en religión del estado pero con el apoyo de Ashoka se difundió rápidamente. Las inscripciones en los pilares describen edictos sobre la moralidad basadas en dogmas budistas. Dice la leyenda que Ashoka construyó 84.000 estupas conmemorando los acontecimientos y reliquias de la vida de Buda. Algunas de estas estupas contienen redes de paredes conteniendo los centro de radios y el borde de una rueda, mientras que otras contenían paredes interiores en forma de esvástica. La rueda representa el sol, el tiempo y la ley budista (el rueda del Derecho o dharmachakra), mientras que la esvástica representa la danza cósmica alrededor de un centro fijo y defiende contra el mal.

### Teorías alternativas
Ranajit Pali sugiere que el pilar, actualmente en Feroz Shah Kotla, Delhi, que fue traído desde Topra en Ambala fue uno de los altares perdidos de Alejandro, y que la figura de león se inspira en el león que su padre Filipo II erigió para conmemorar la batalla de Queronea.

## Para saber más
- Singh, Upinder (2008). «Capítulo 7: Power and Piety: The Maurya Empire, c. 324-187 BCE». A History of Ancient and Early Medieval India: From the Stone Age to the 12th Century. Nueva Delhi: Pearson Education. ISBN 978-81-317-1677-9.